# 霍夫施泰滕 (巴登-符腾堡州)
霍夫施泰滕是德国巴登-符腾堡州的一个市镇。总面积18.15平方公里，总人口1717人，其中男性886人，女性831人（2011年12月31日），人口密度95人/平方公里。